# Pachyphyllum parvifolium
Pachyphyllum parvifolium är en orkidéart som beskrevs av John Lindley. Pachyphyllum parvifolium ingår i släktet Pachyphyllum och familjen orkidéer. Inga underarter finns listade i Catalogue of Life.